# 1997-es magyar vívóbajnokság
Az 1997-es magyar vívóbajnokság a kilencvenkettedik magyar bajnokság volt. A bajnokságot december 19. és 20. között rendezték meg Budapesten, a Nemzeti Sportcsarnokban.

## Eredmények
| Versenyszám          | Arany                              | Arany | Ezüst                   | Ezüst | Bronz                                                | Bronz |
| -------------------- | ---------------------------------- | ----- | ----------------------- | ----- | ---------------------------------------------------- | ----- |
| Férfi tőrvívás       | Juhász Attila Vasas SC             |       | Marsi Márk MTK          |       | Köves Szabolcs Újpesti TEGerzanics Márk BVSC         |       |
| Férfi párbajtőrvívás | Kovács Iván MTK                    |       | Boczkó Gábor Bp. Honvéd |       | Imre Géza Bp. HonvédKovács László Ikarus             |       |
| Férfi kardvívás      | Ferjancsik Domonkos Vasas SC       |       | Takács Péter BSE        |       | Decsi András Újpesti TENemcsik Zsolt Vasas SC        |       |
| Női tőrvívás         | Lantos Gabriella Bp. Honvéd        |       | Knapek Edina Bp. Honvéd |       | Mohamed Aida MTKMincza Ildikó MTK                    |       |
| Női párbajtőrvívás   | Szalay Gyöngyi Tapolcai Bauxit ISE |       | Mincza Ildikó MTK       |       | Hormay Adrienn MTKTóth Hajnalka Békéscsabai Előre VE |       |